# Monastères de l'Himalaya
Cet article contient une liste de monastères de l'Himalaya.

## Liste de monastères duLadakh

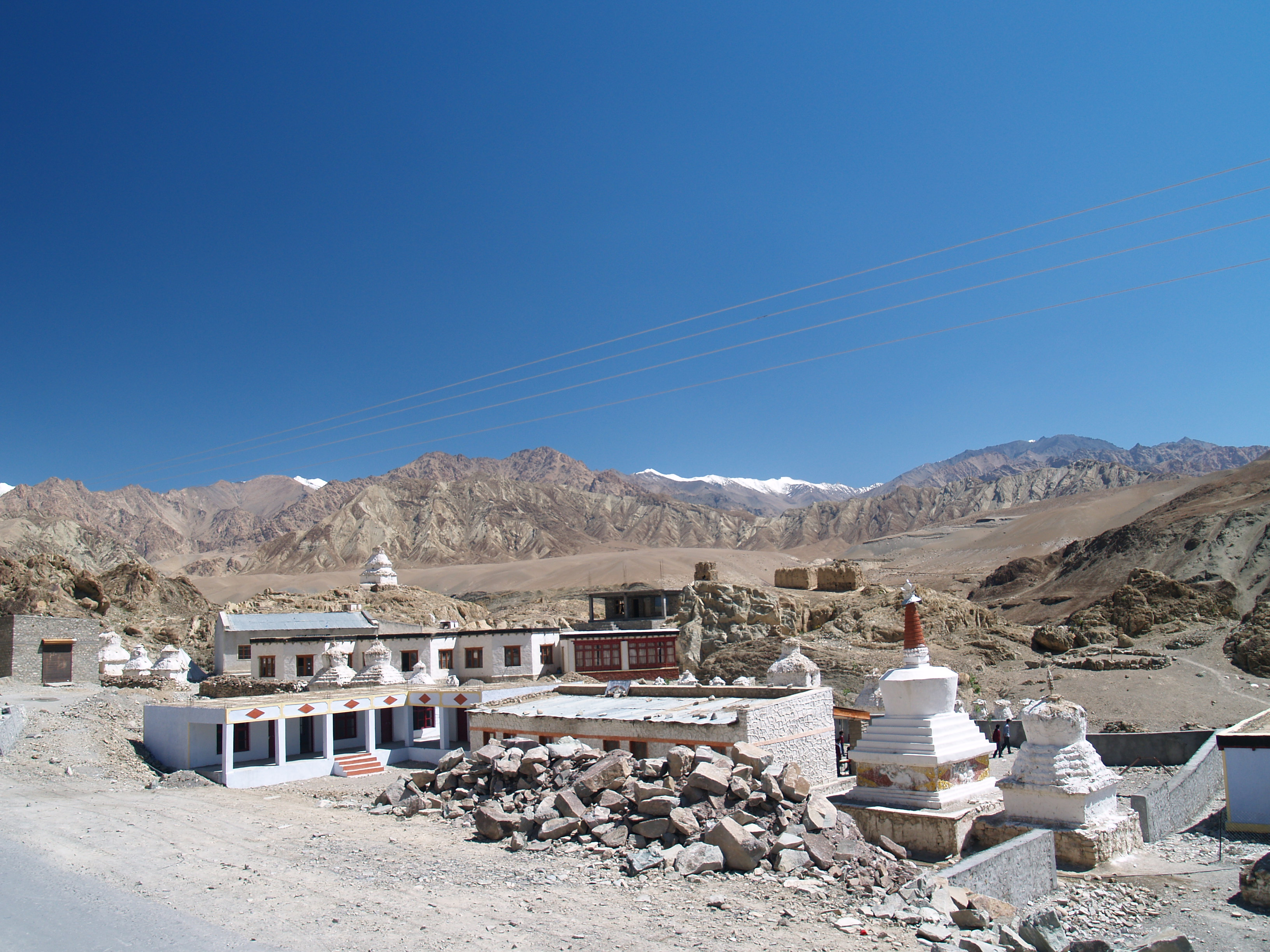
Alchi
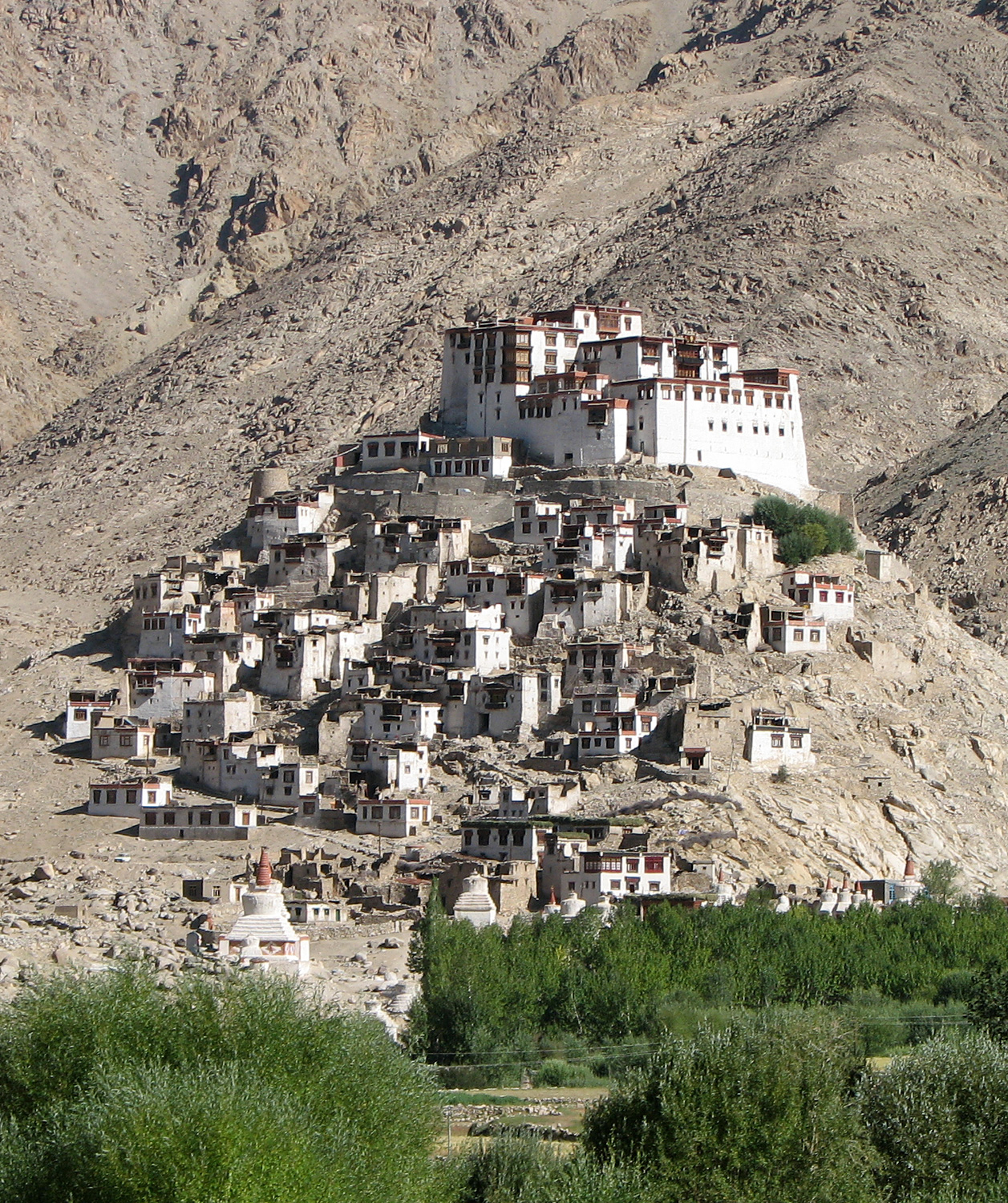
Basco Gompa
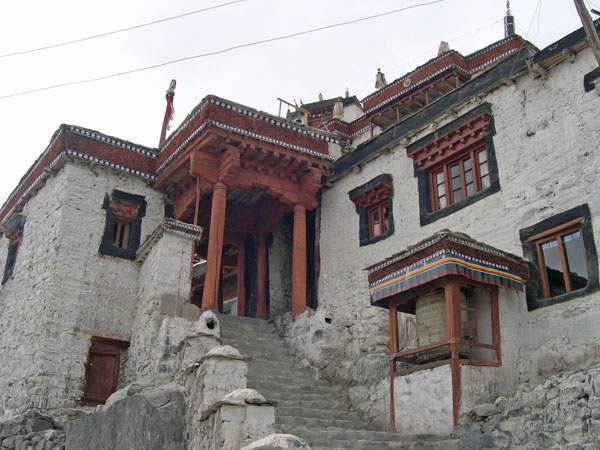
Chemrey Gompa
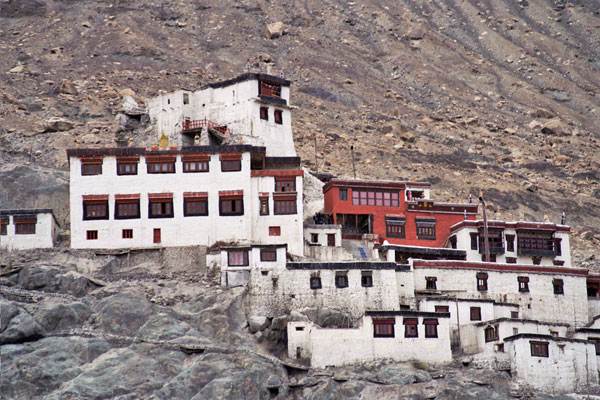
Diskit
- Doskir
- Gambo
- Monastère de Hanle
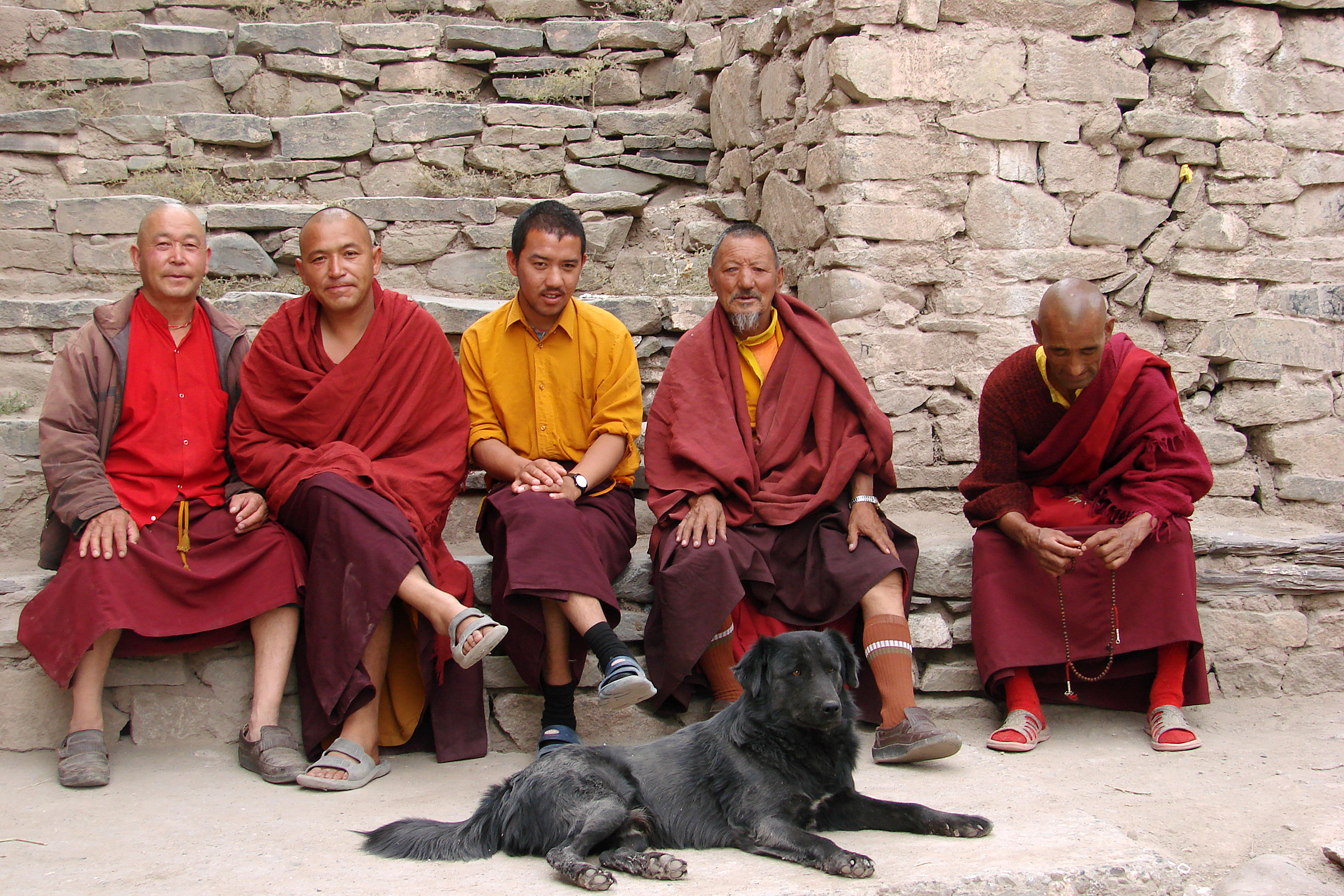
Hemis
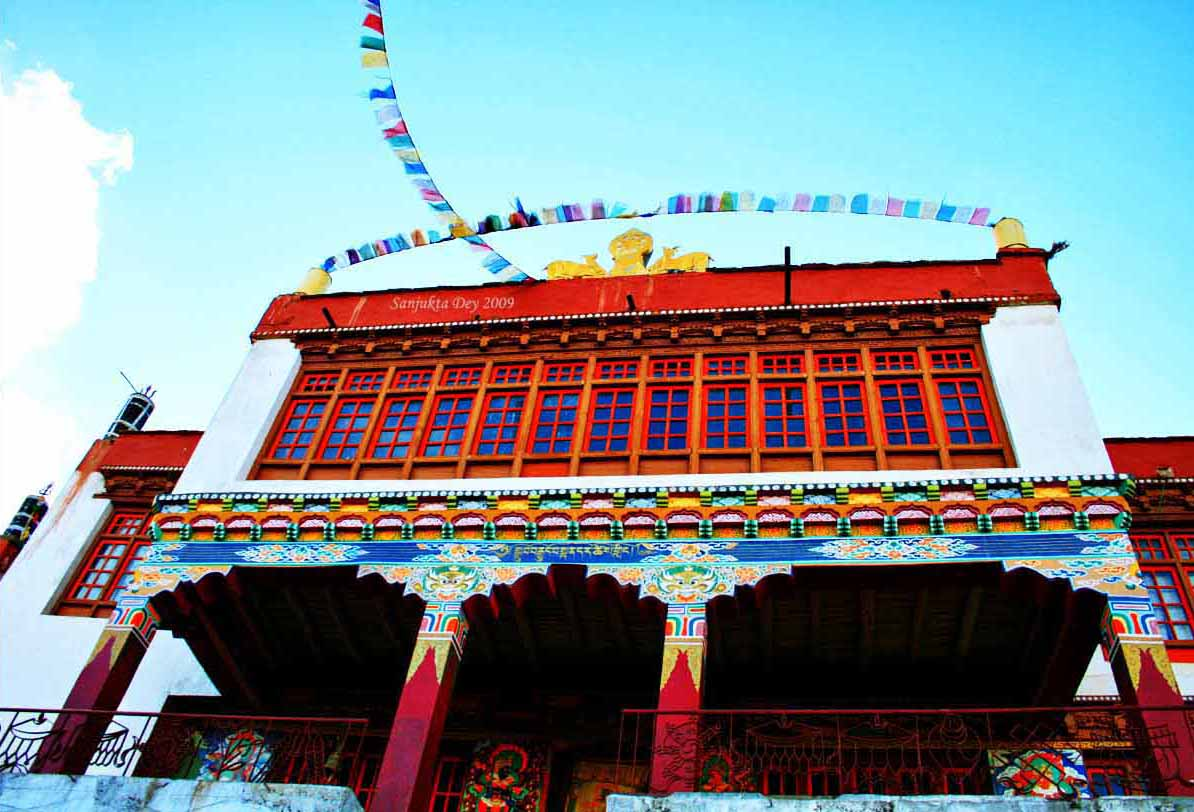
Korzok
- Karma Droupgyu Tcheuling
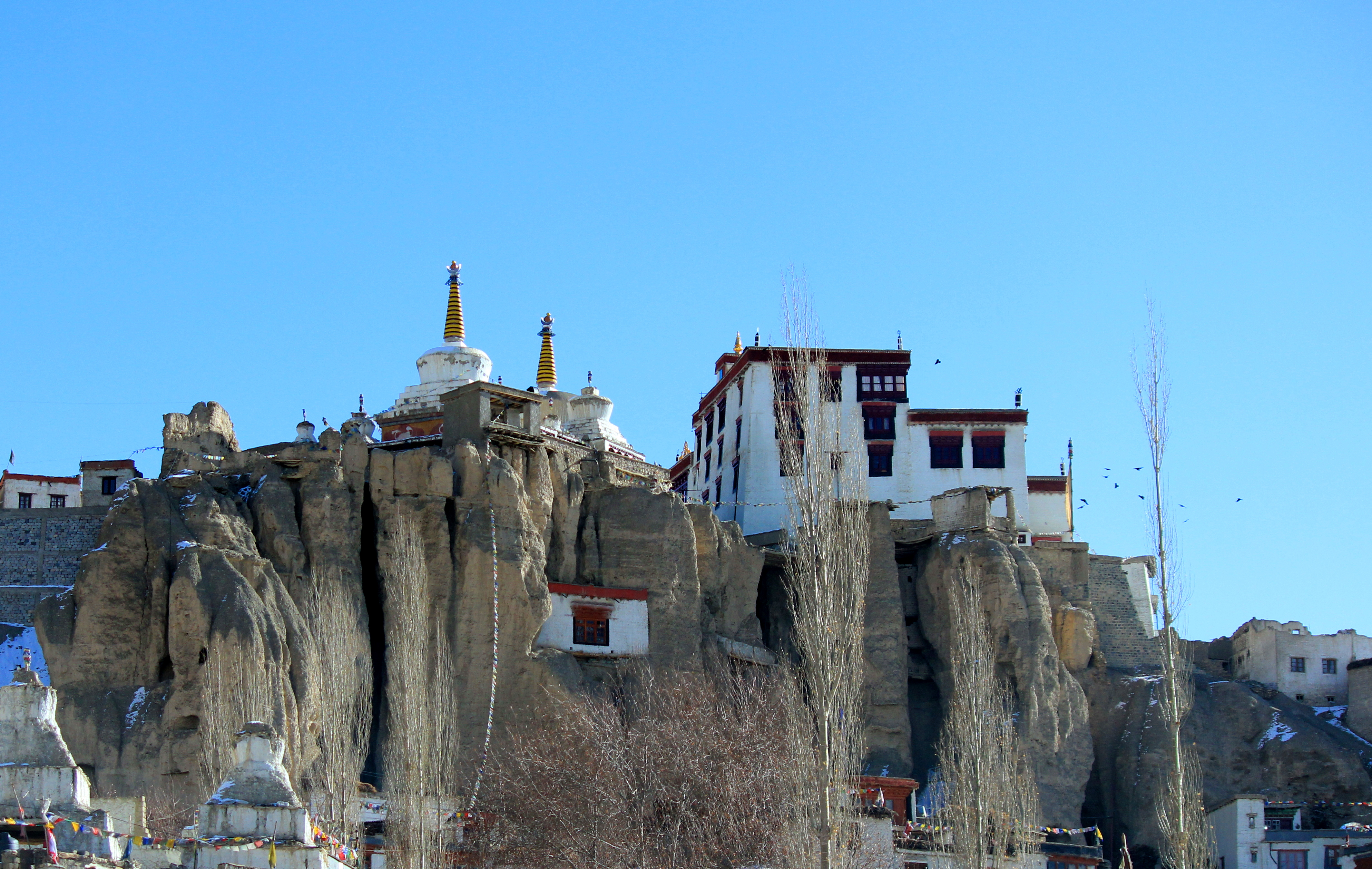
Lamayuru
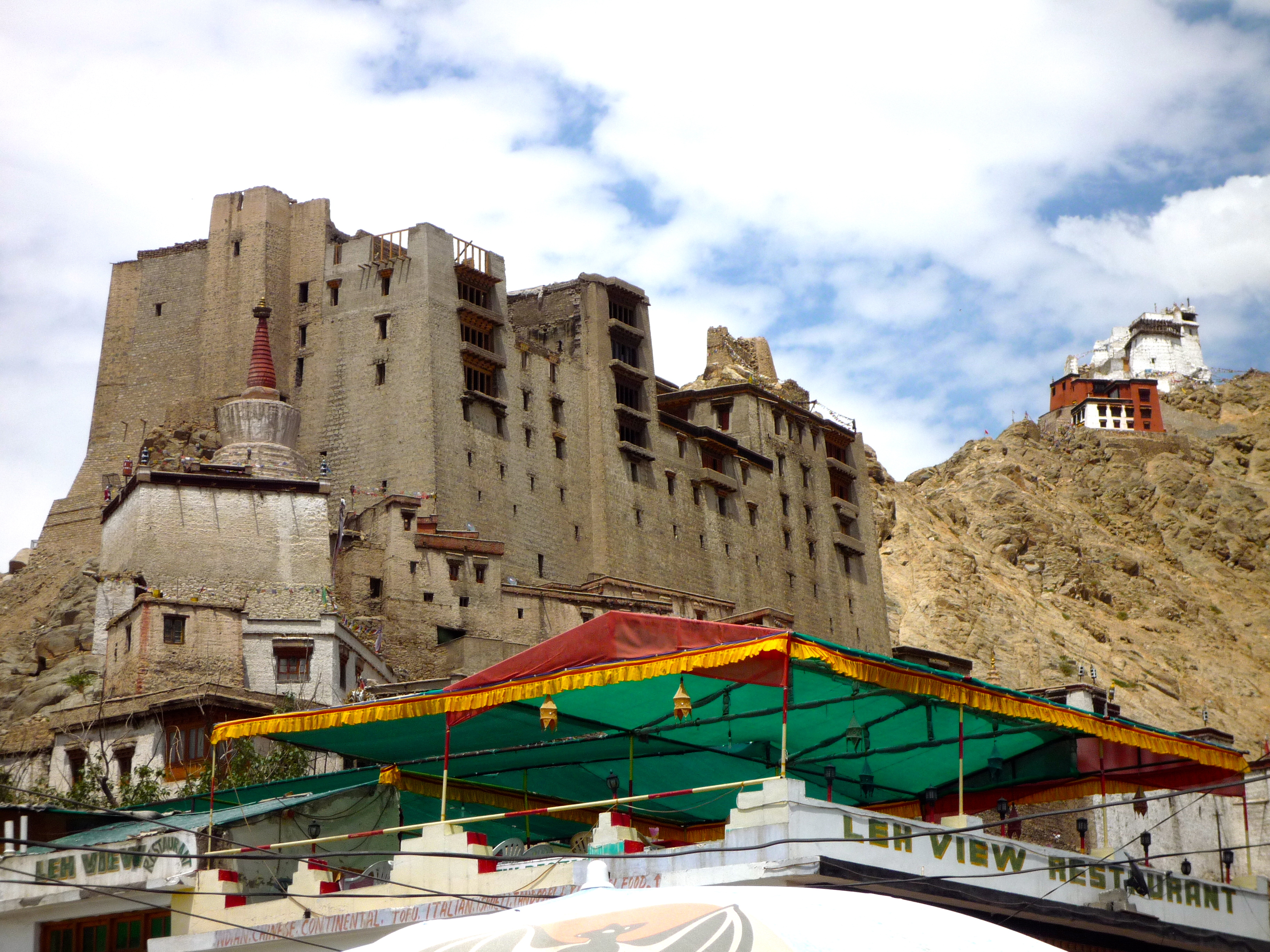
Le Namgyal Tsemo et le palais de Leh
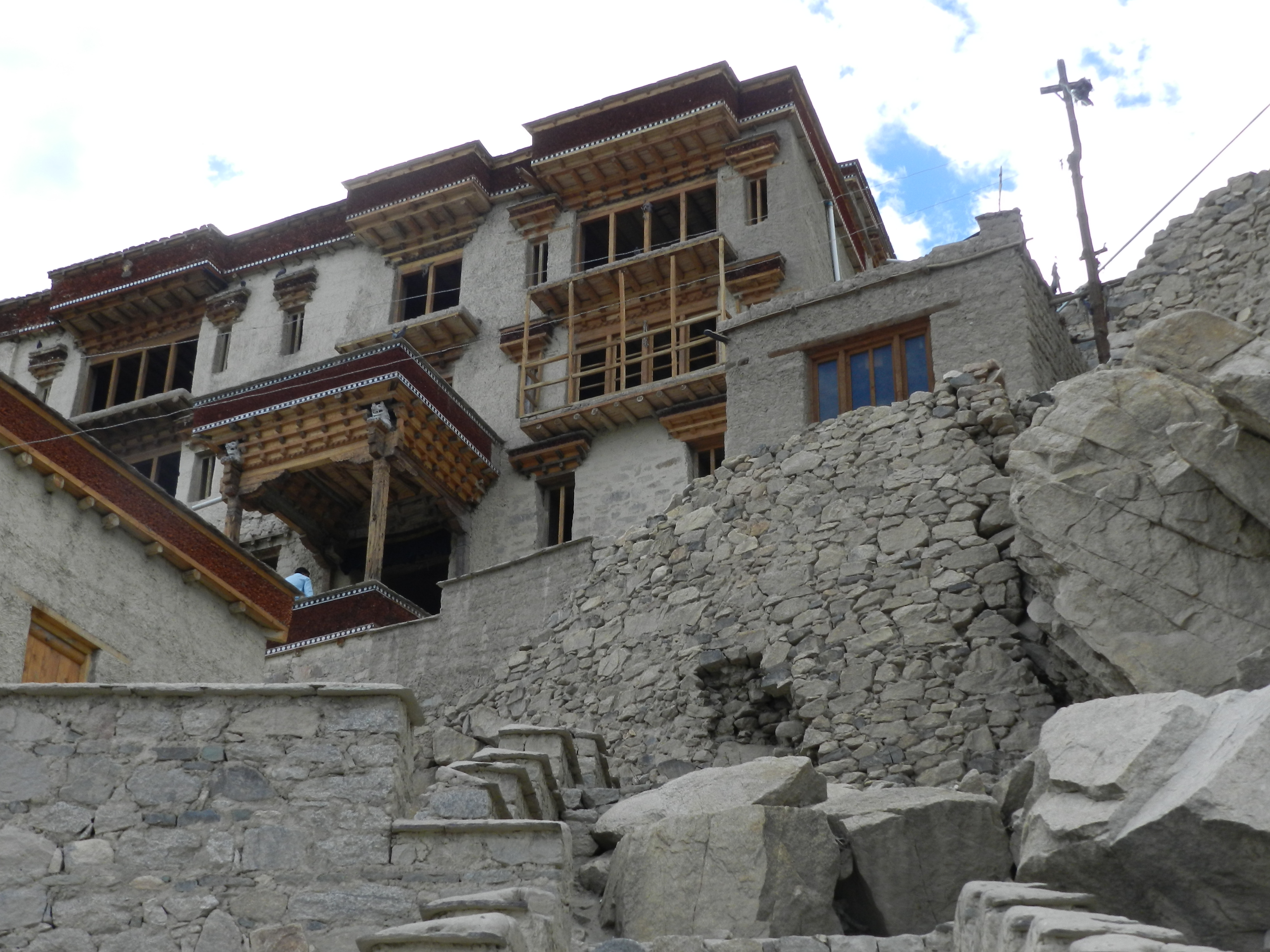
Shey Palace
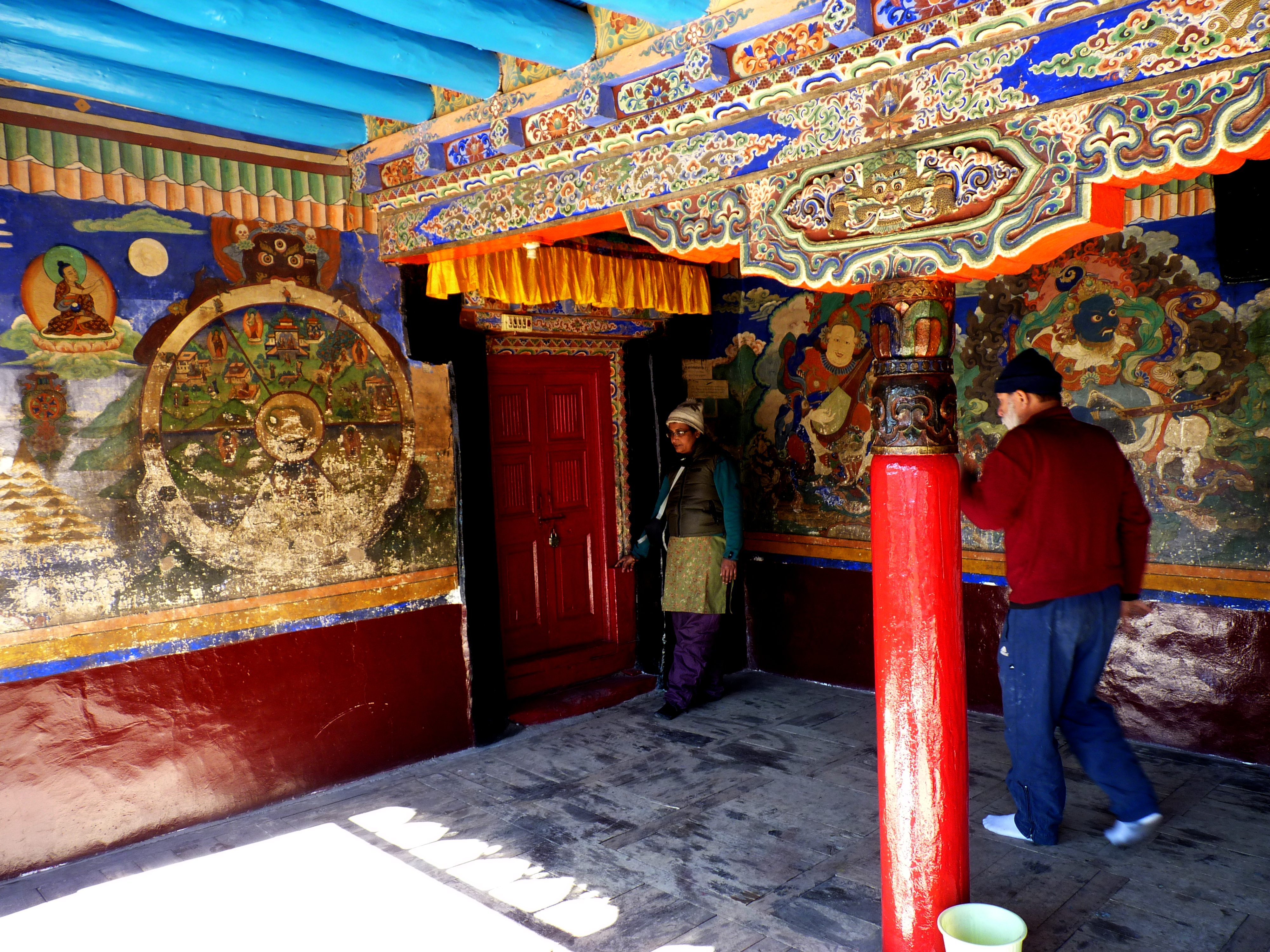
Sankar Gompa (Leh)
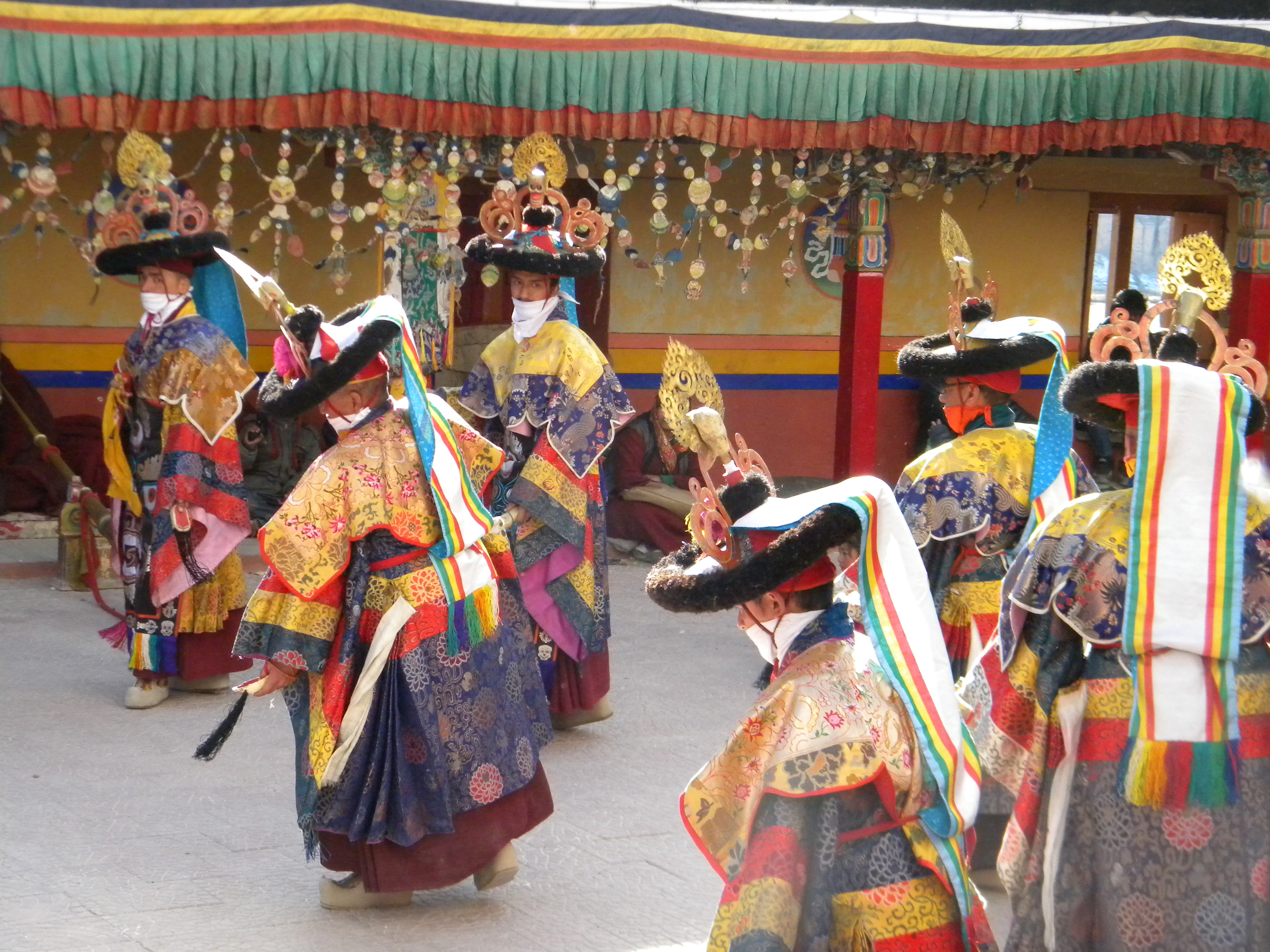
Spituk Gustor Festival

- Likir
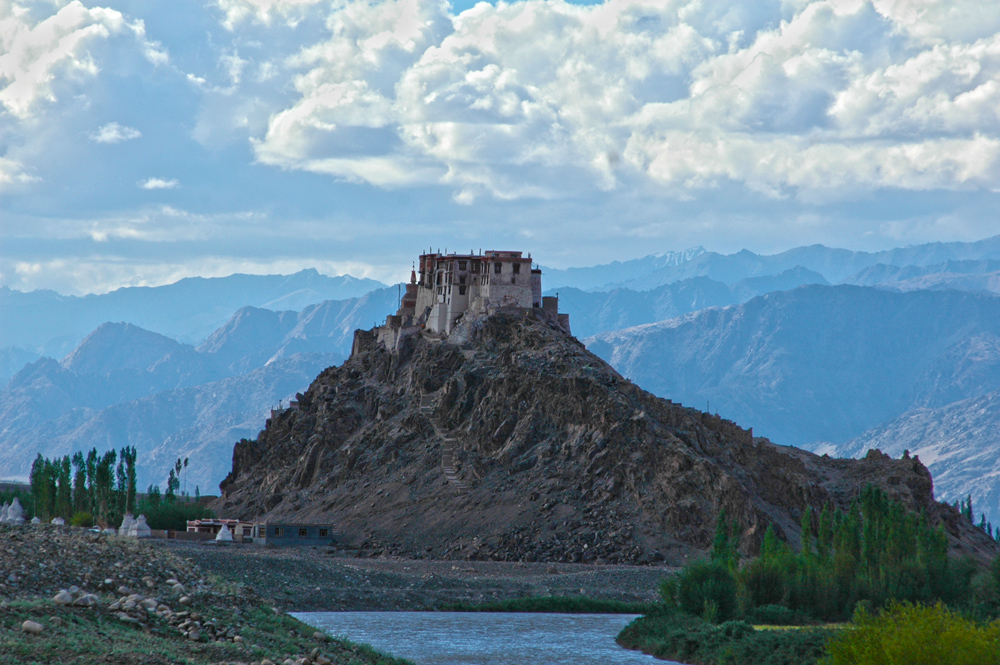
Lingshed Gompa
- Matho
- Mashro Gompa
- Monghyur
- Namgyal Tsemo Gompa
- Nyoma
- Phyang
- Monastère de Phuktal
- Samstanlinn
- Shachkol
- Shergol
- Sumdey
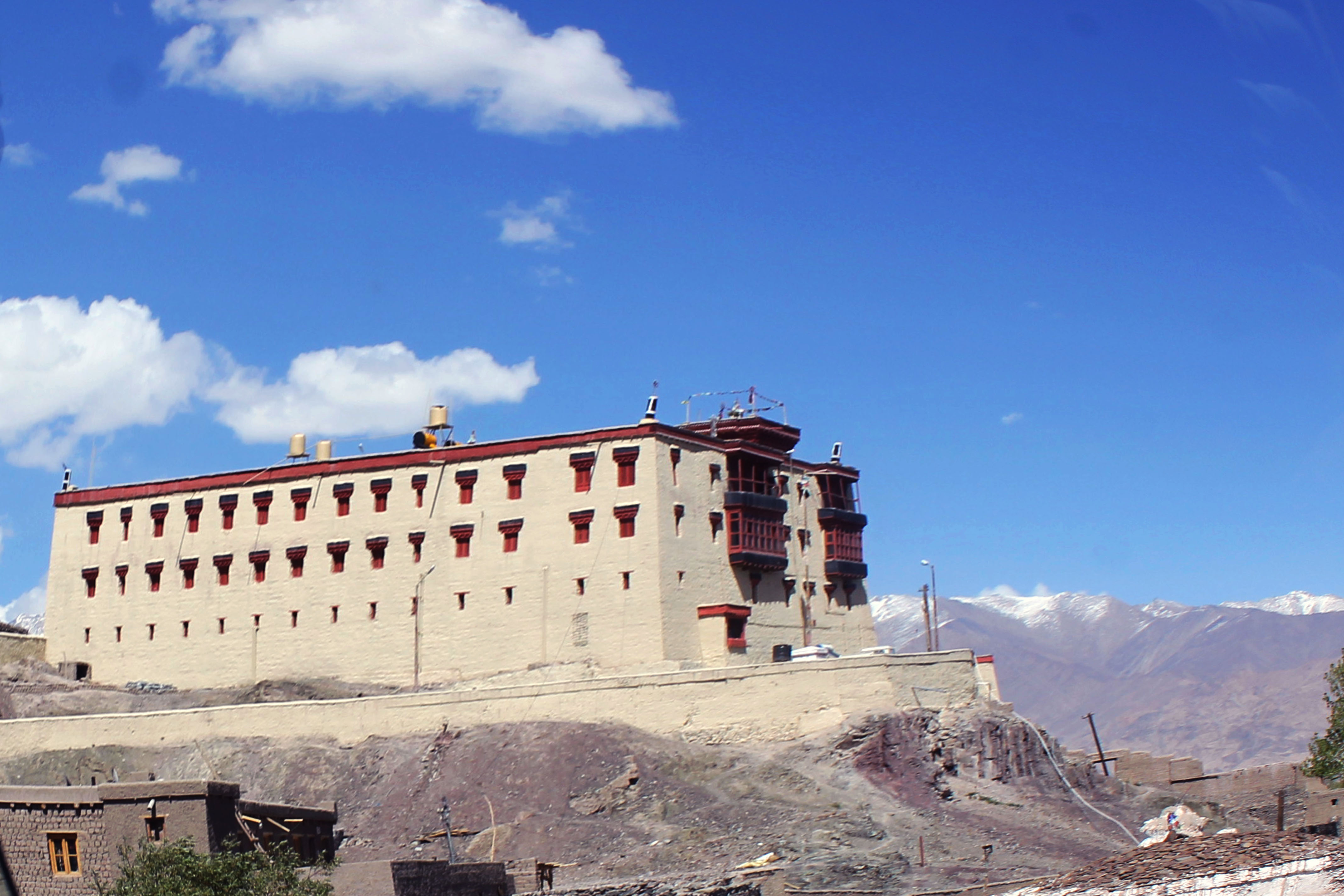
Stok
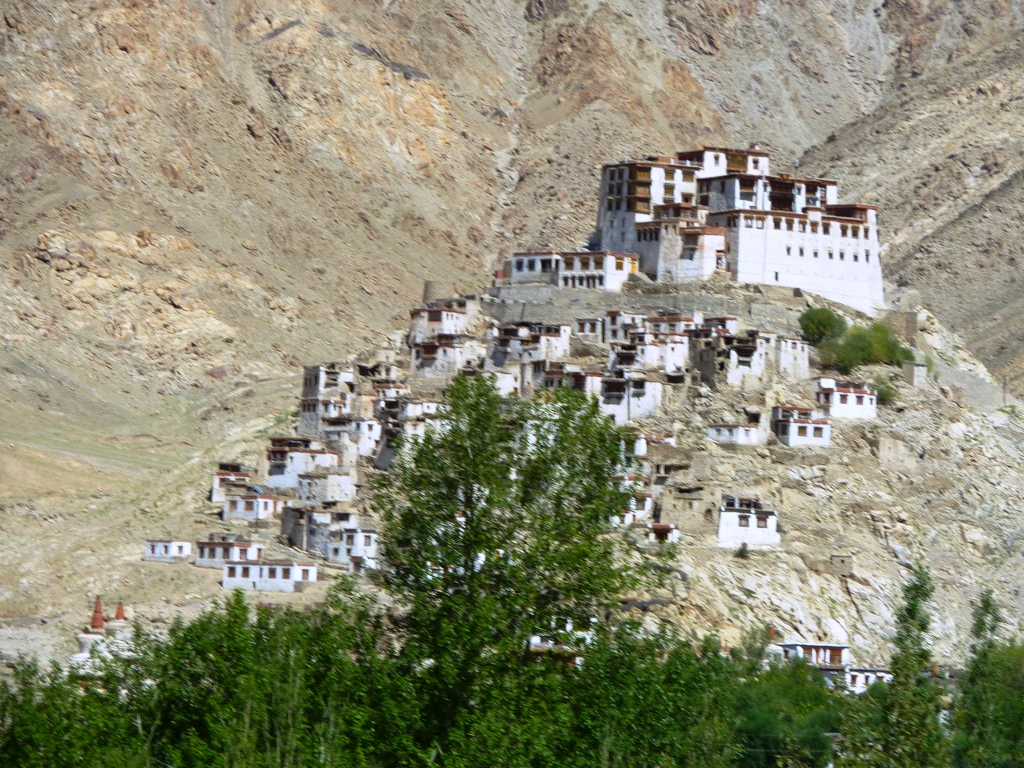
Thag-Thok Gompa

- Spituk
- Monastère de Stongde
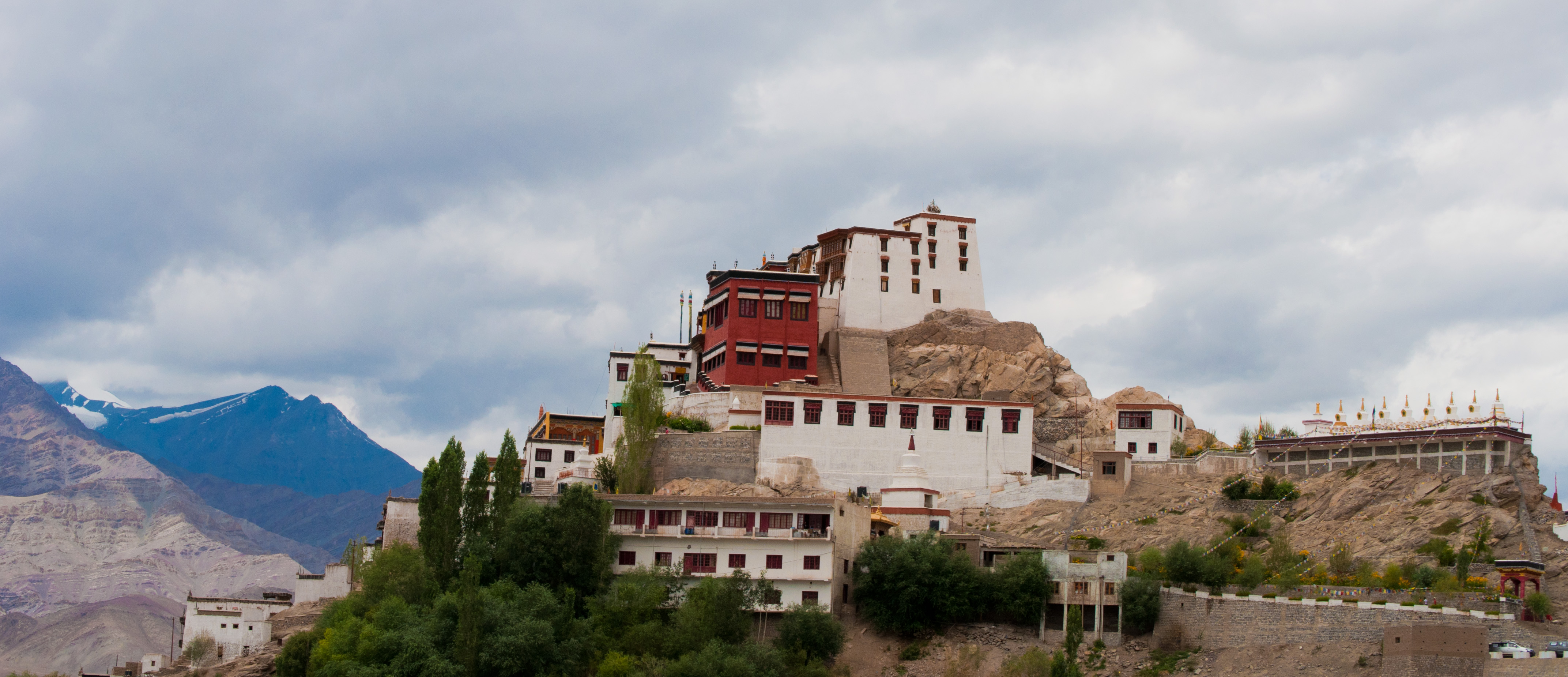
Rizong Gompa
- Takthok
- Thiksey
- Namgyal Tsemo Gompa
- Wanla
- Yarma
- Zongkul Monastery

- Alchi Gompa
- Chemrey Gompa
- Diskit Gompa
- Diskit Gompa
- Hemis Gompa
- Korzok Gompa
- Lamayuru Gompa
- Le Namgyal Tsemo et le palais de Leh
- Shey Palace
- Sankar Gompa (Leh)
- Spituk Gustor Festival
- Stakna Gompa
- Stok Palace
- Thag-Thok Gompa
- Thikse Gompa

## Liste de monastères duZanskar

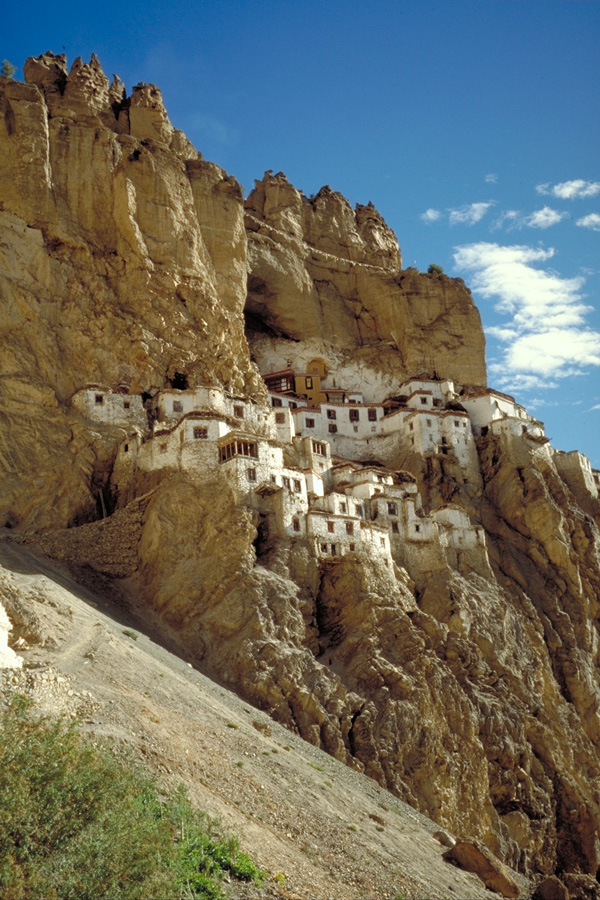
Phuktal.

- Bardhane
- Karsha
- Mune
- Padam
- Phuktal
- Sani
- Takirmo
- Thonde
- Zangkul

## Liste de monastères duSikkim
- Rumtek
- Henchey
- monastère de Phodong
- monastère de Ralang
- Ghoom
- Druk Sanga Chöling
- Bhutia Busty
- Pemayangste
- Yuksom Dubdi à Yuksom

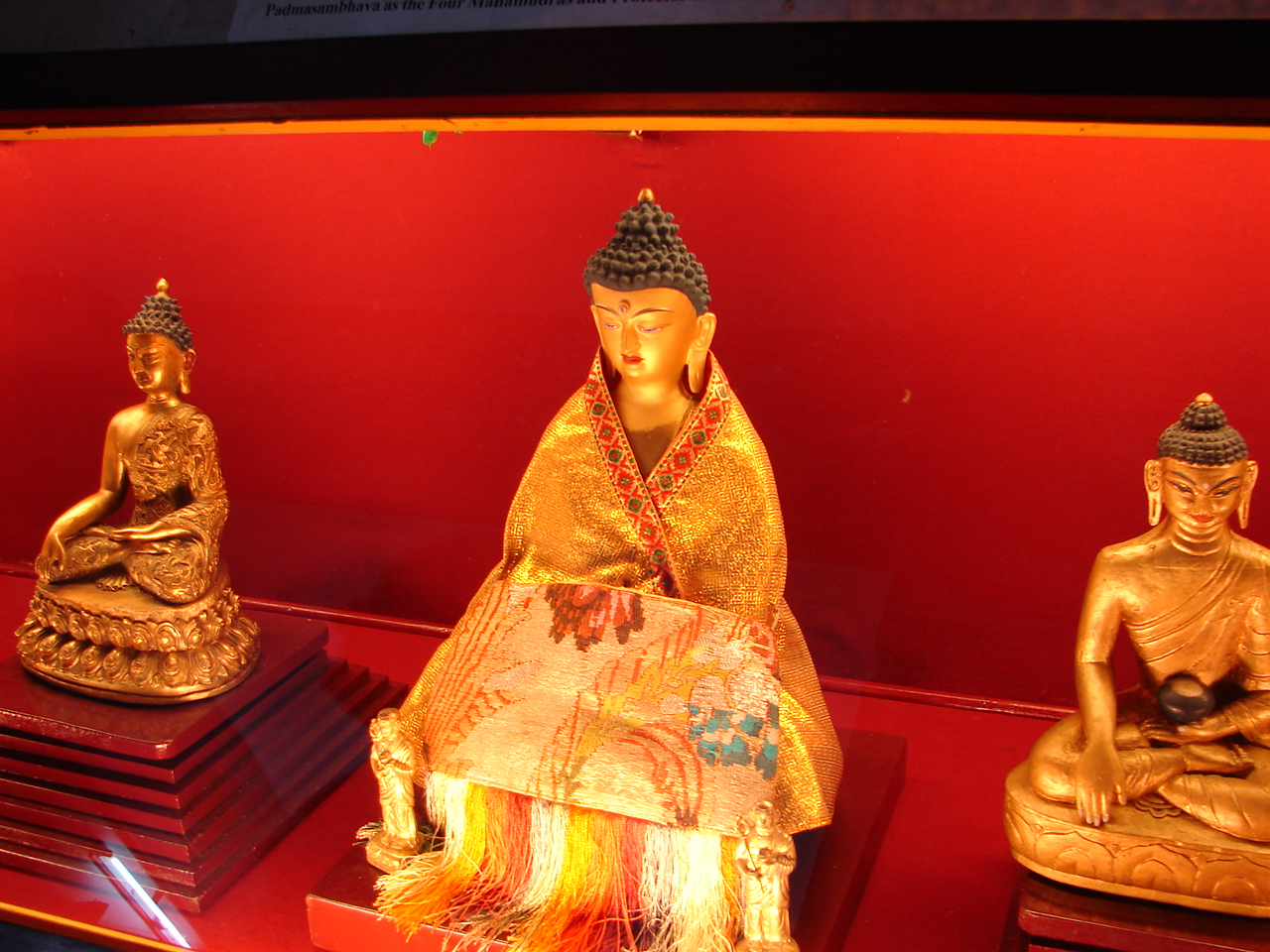
Buddha du Musée Gangtok
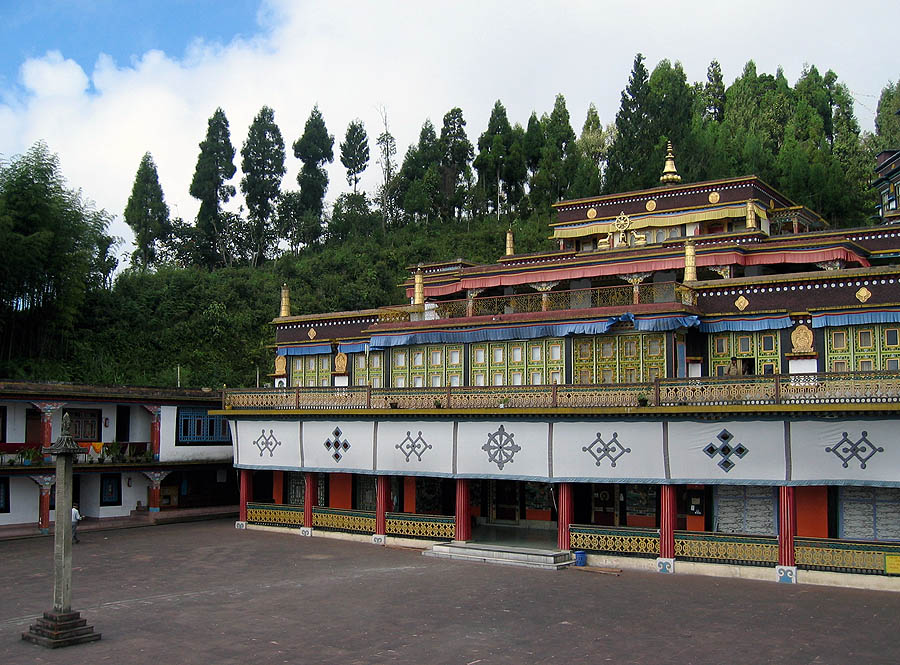
Rumtek
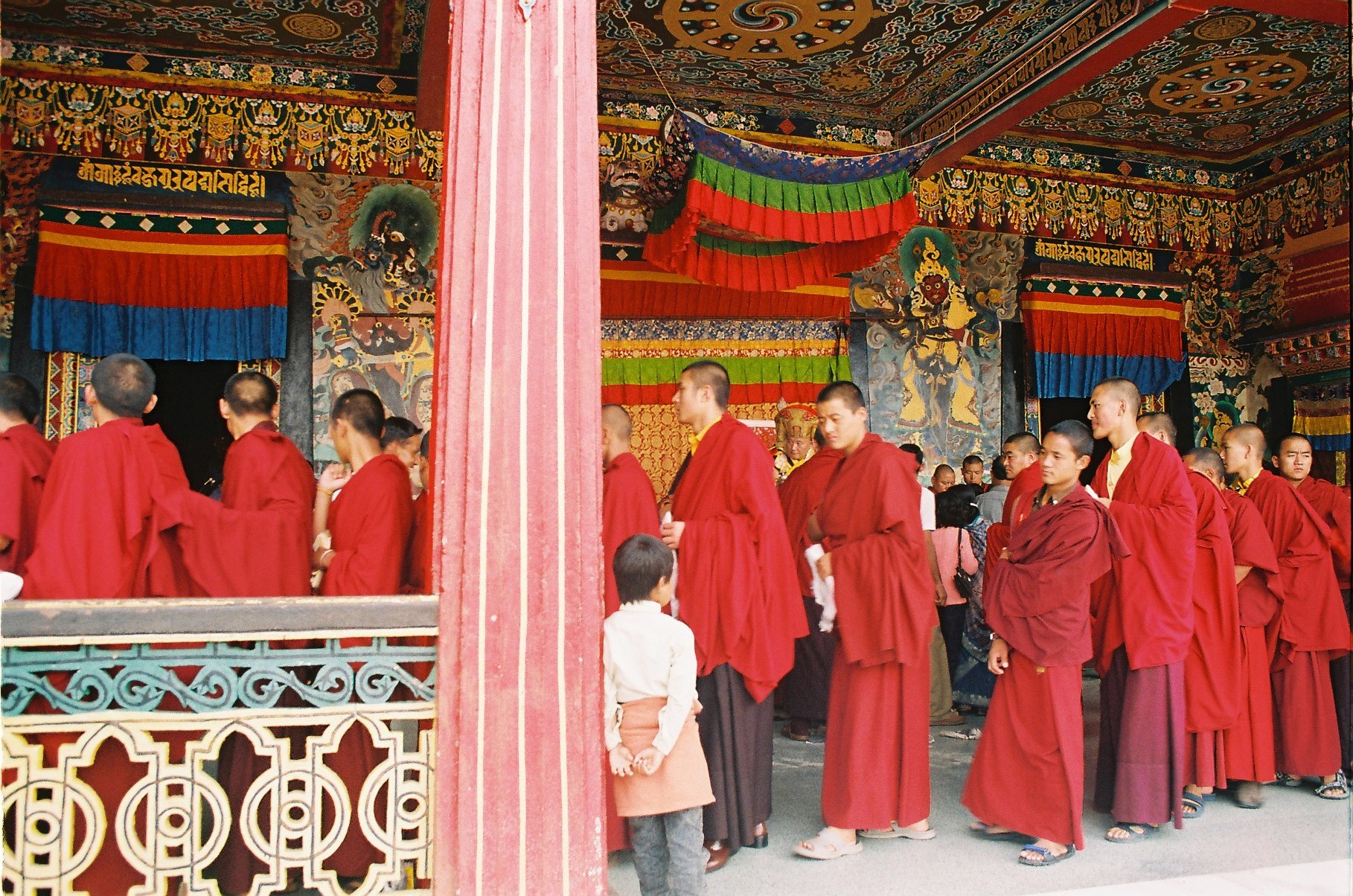
Rumtek
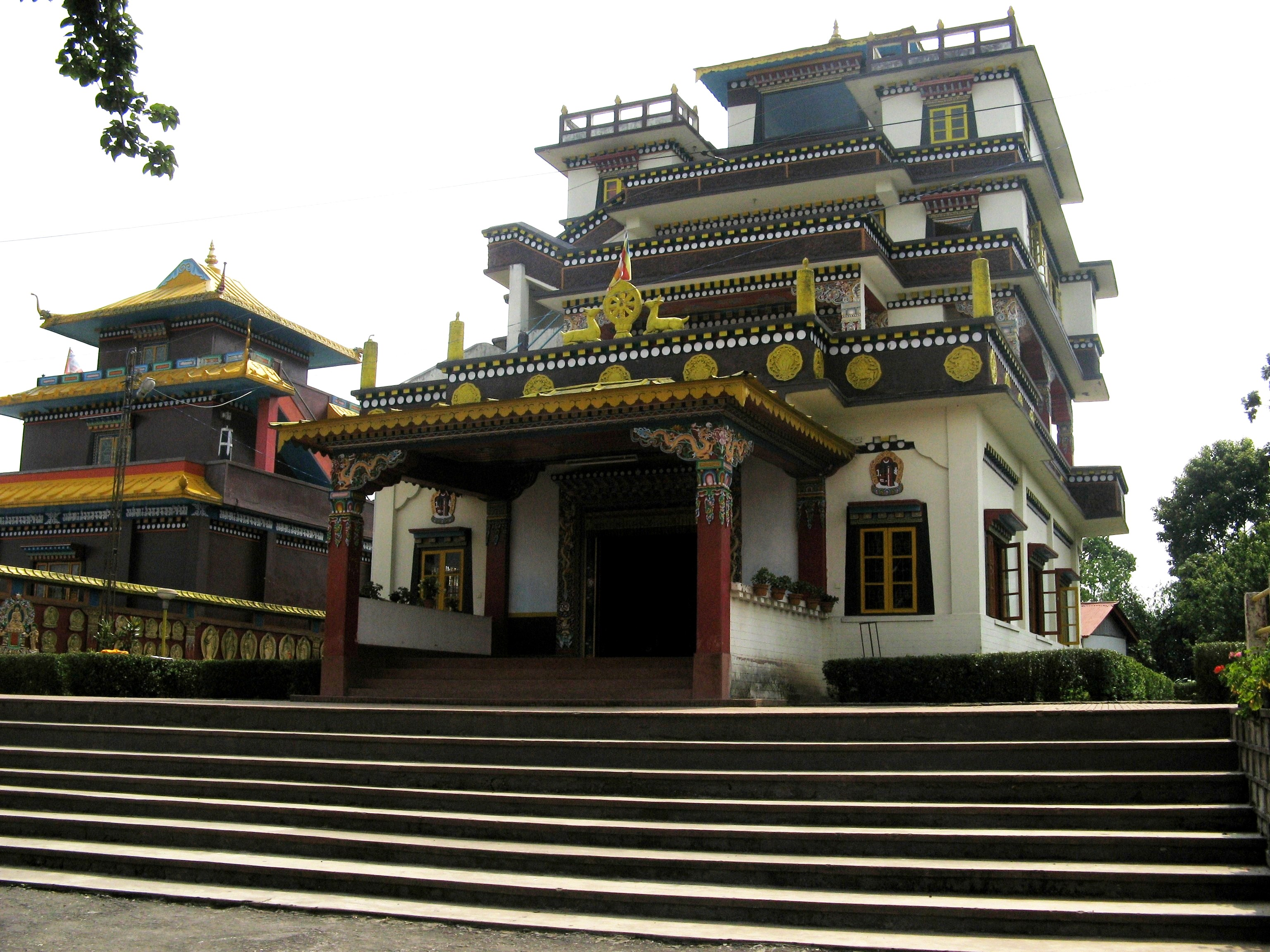
Namchi
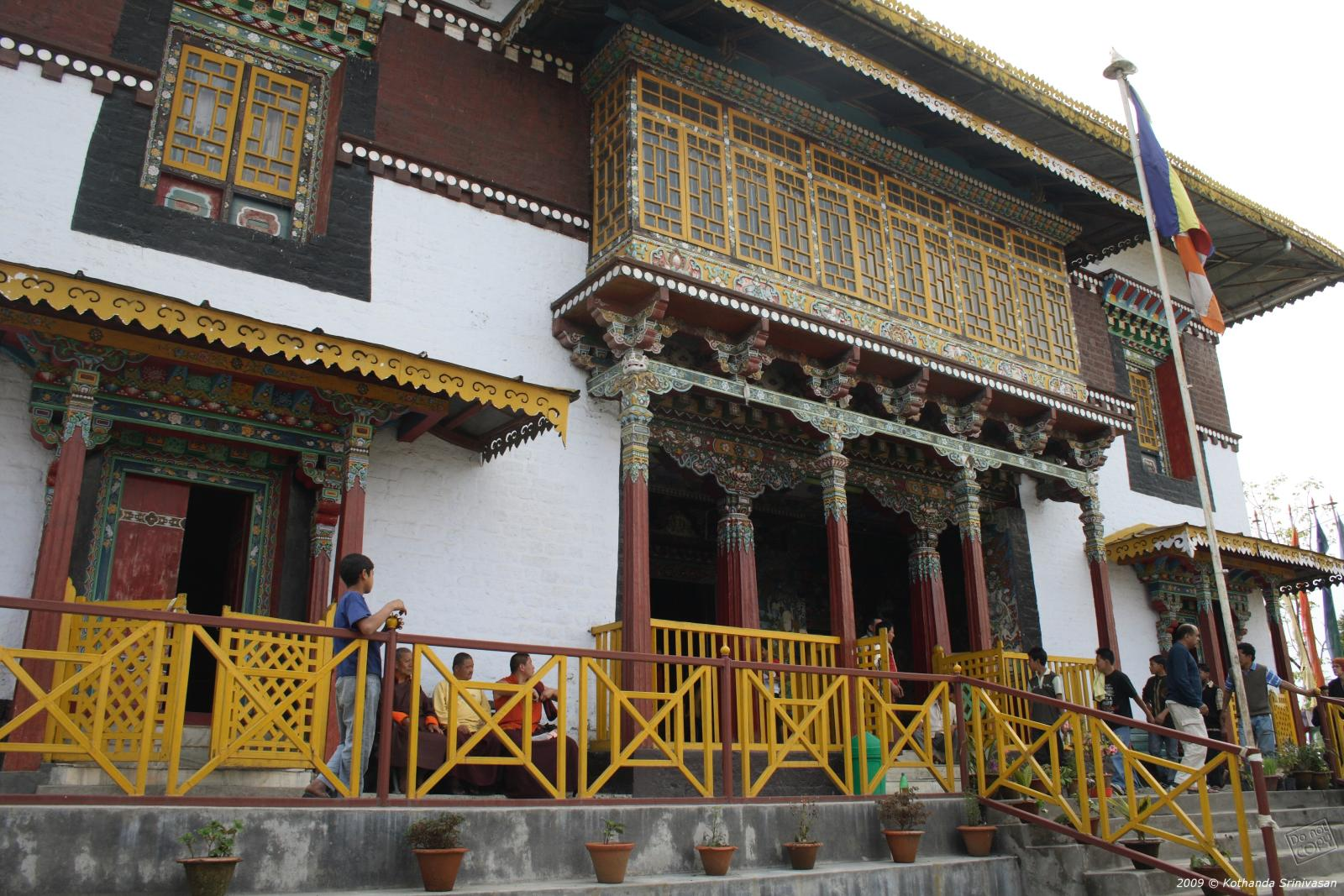
Pemangytse
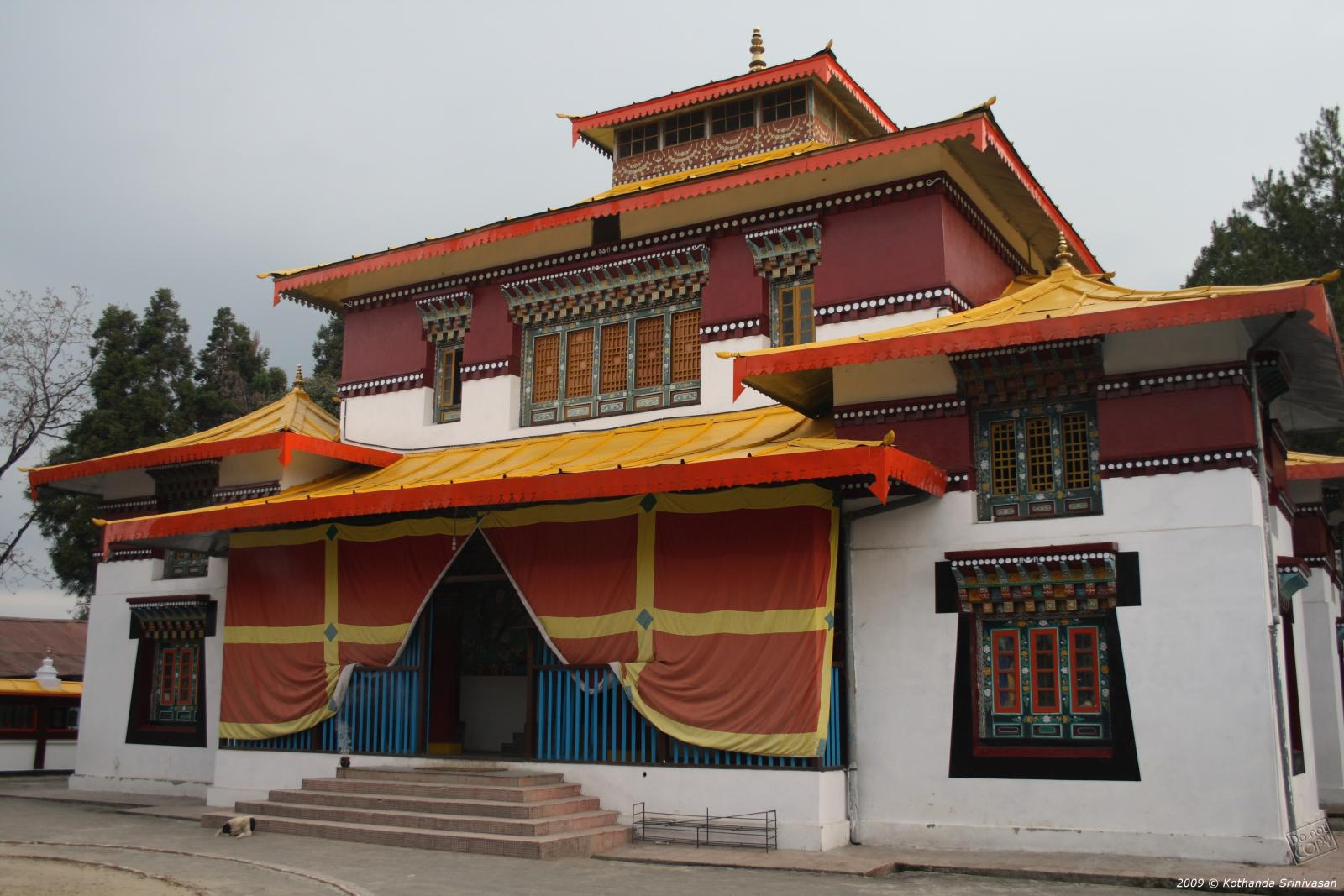
Enchey Gompa
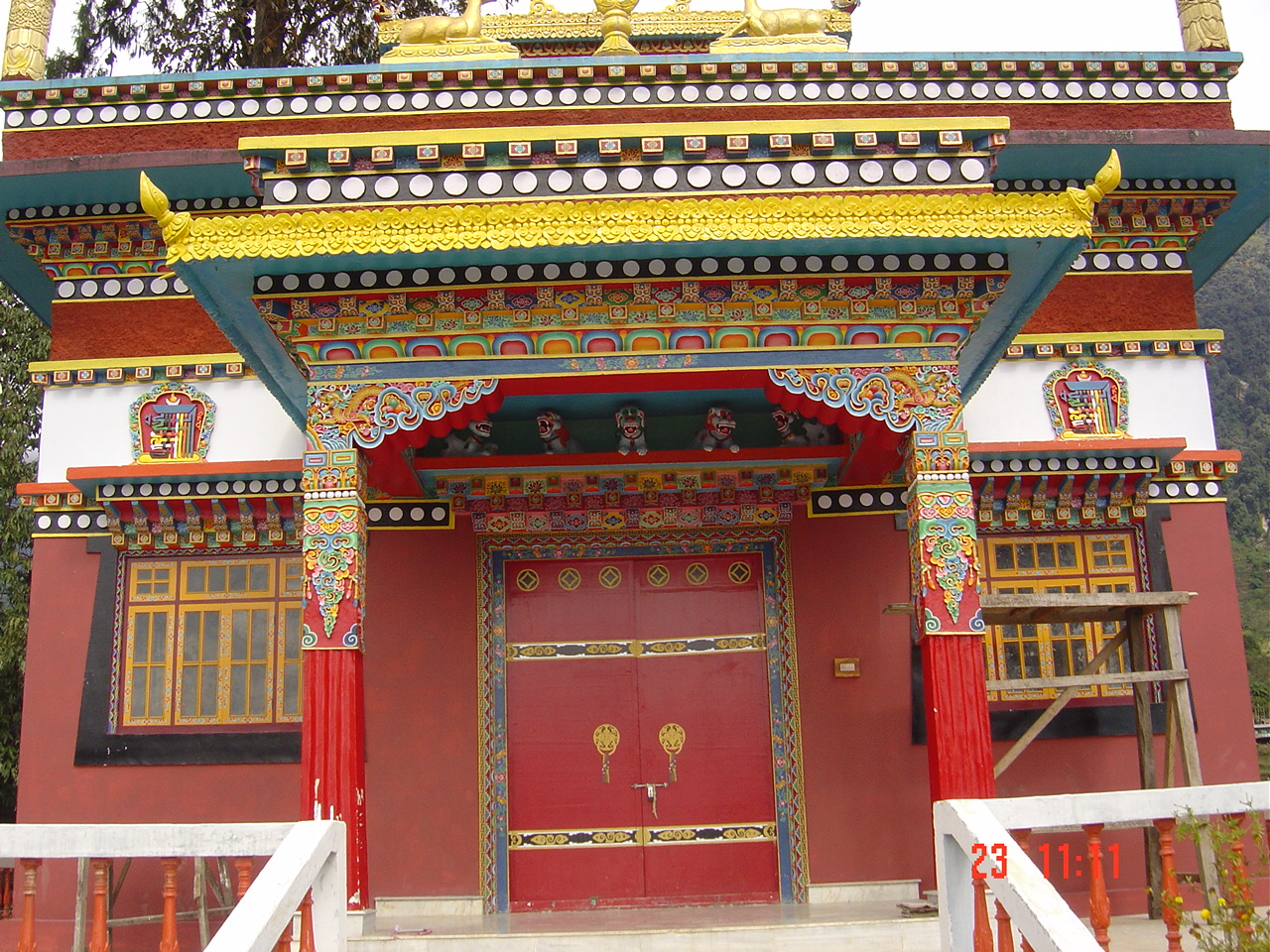
Yuksom Dubdi Gompa2
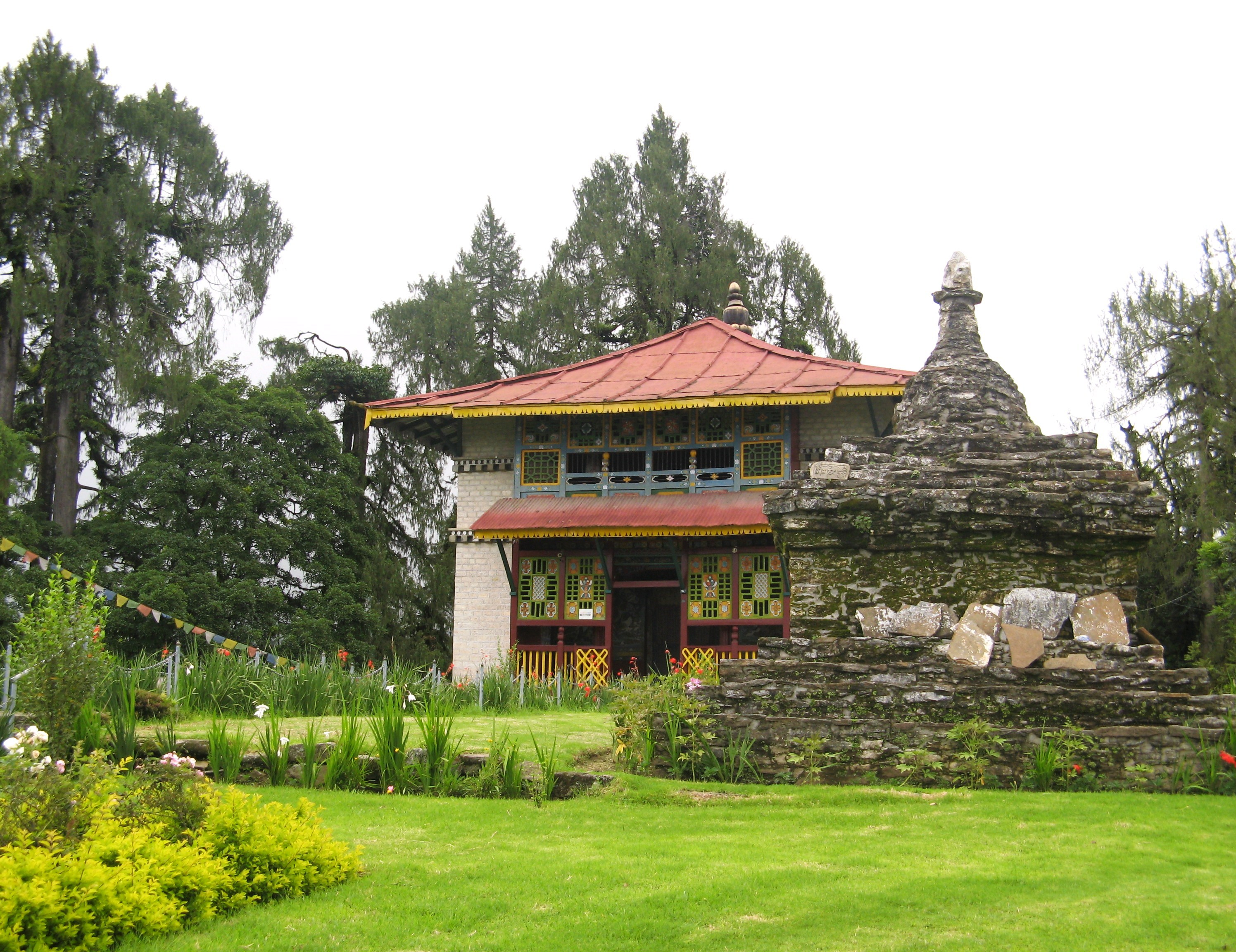
Dubdi
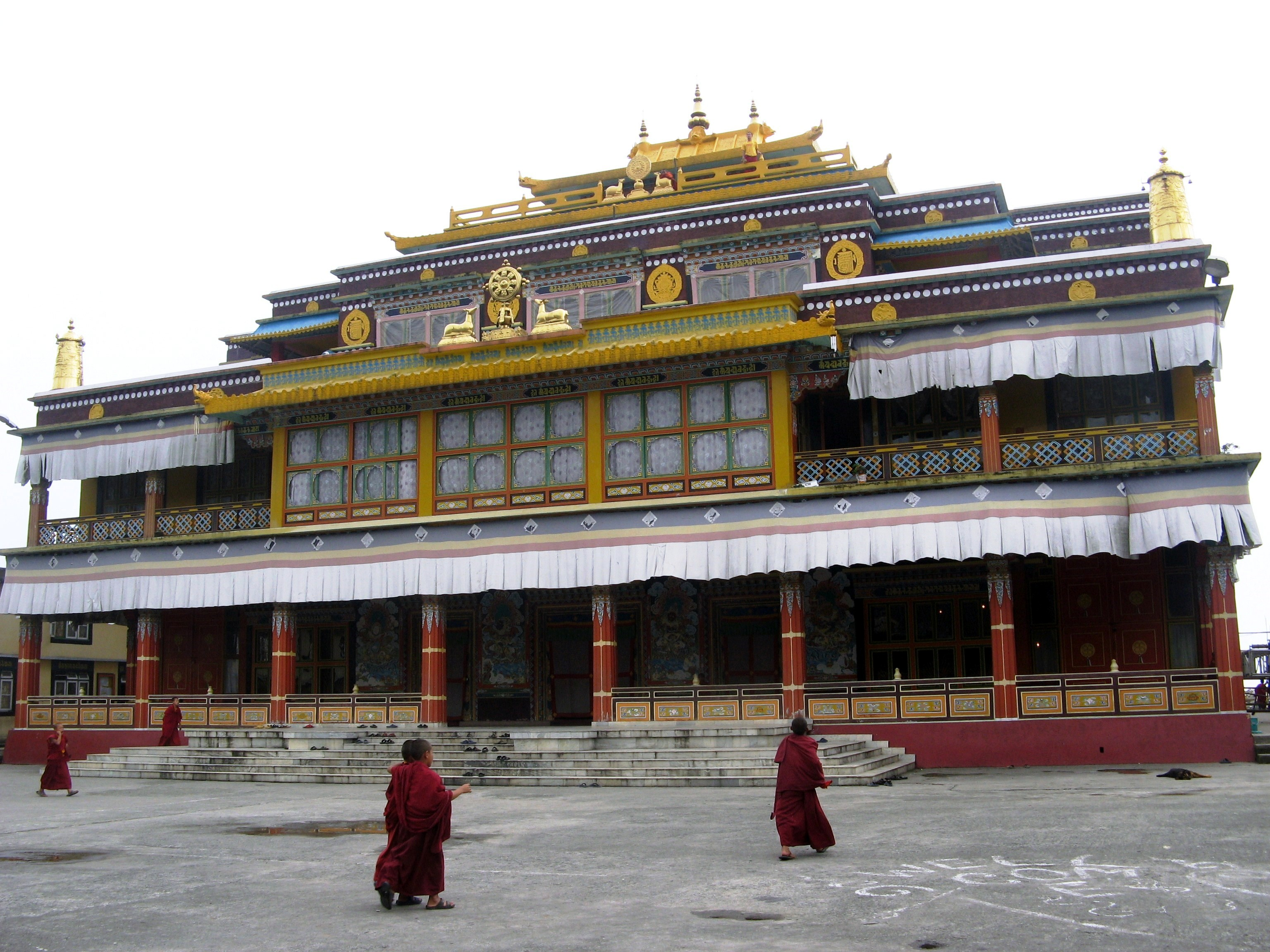
Ralong
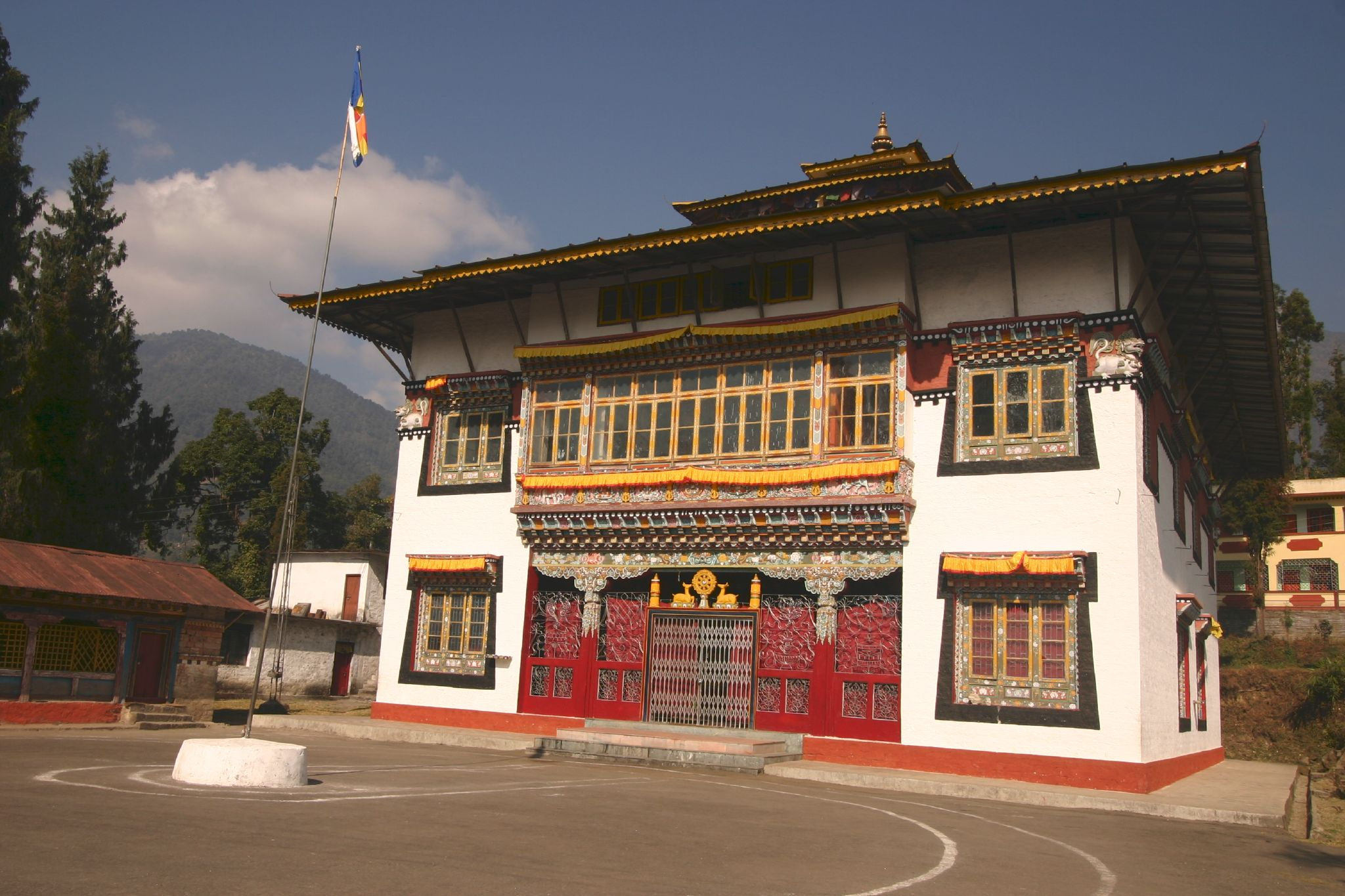
Phensung
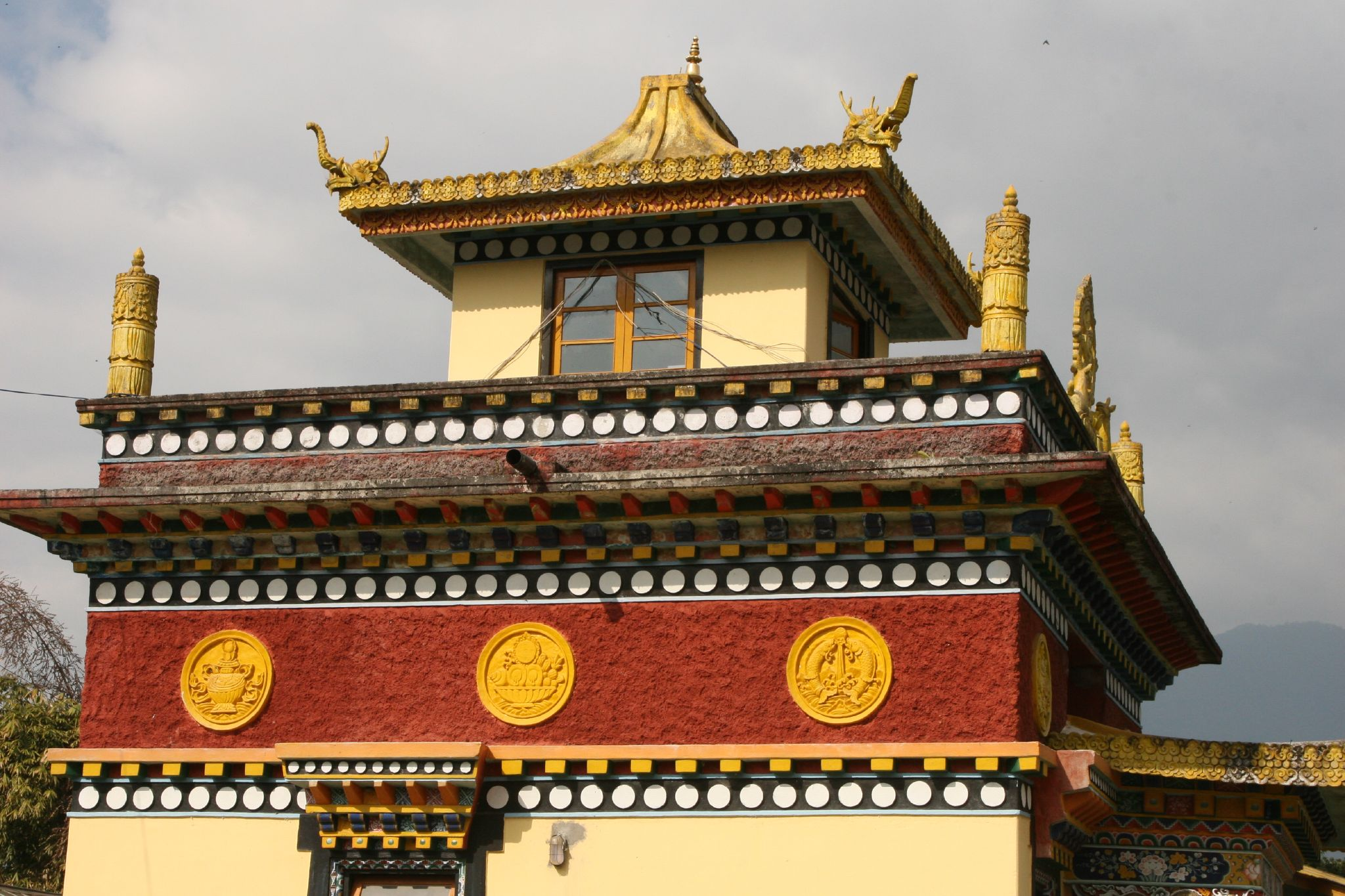
Ngadak Chenpo chorling gumpa

### Tibet Expedition (Bundesarchiv)

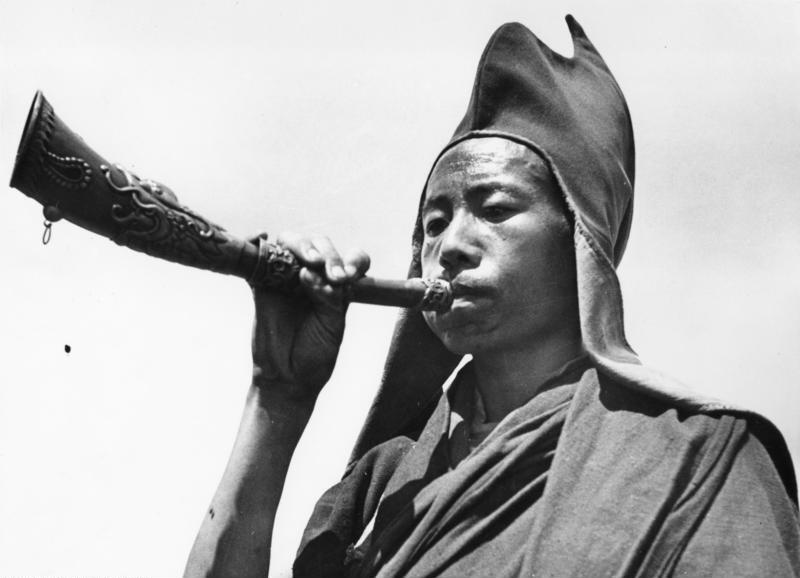
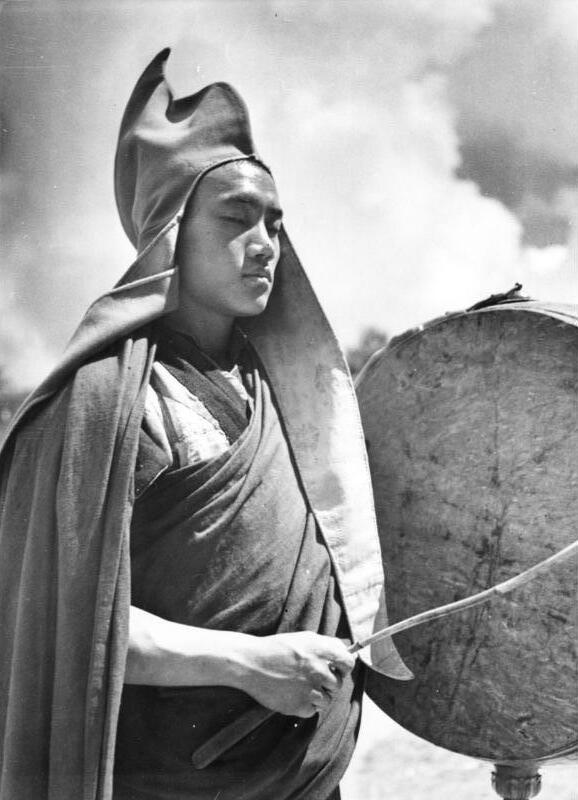
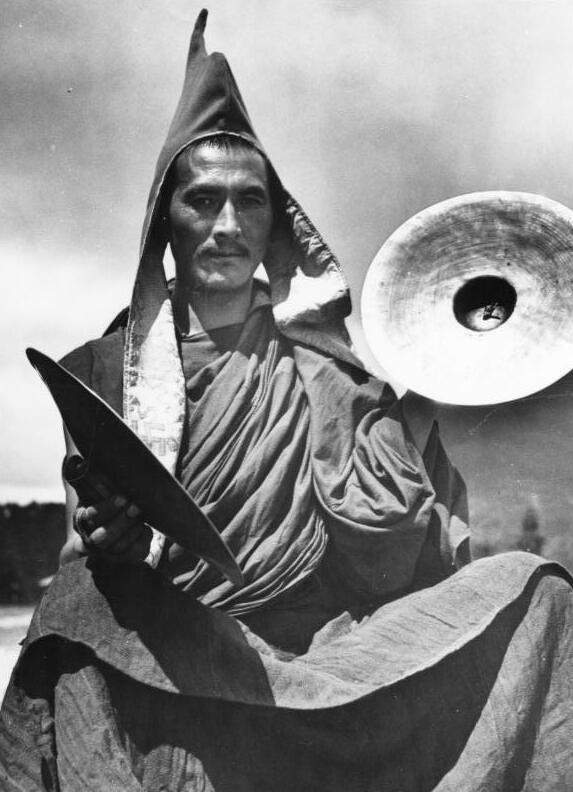
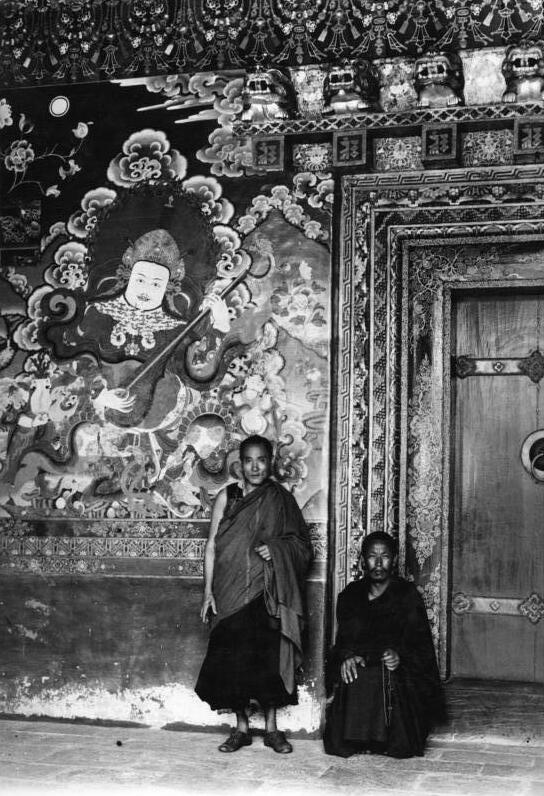
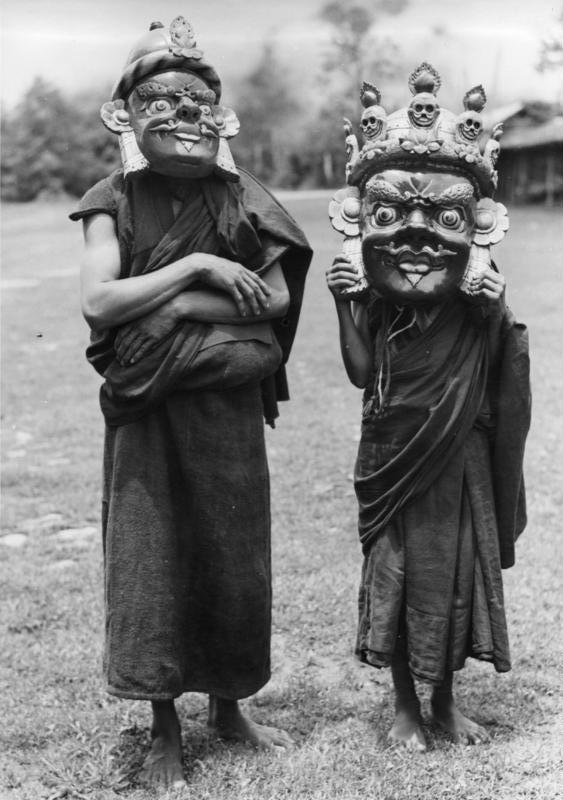

## Liste de monastères deLahul et Spiti
- Key
- Lalung
- Dankar
- Gungri
- Gogma
- Giu
- Hikkim
- Lidang
- Mane

- Sagnam

- Tabo

## Liste de monastères duBhoutan
- Bumdra
- Chhubjakhar
- Drukyel Dzong
- Gemjo La Goemba
- Kurjey Lhakhang
- Kyichu Lhakhang
- Punakha (1637)
- Druk Pungthang Decchen Phodrand
- Wangdue Phodrang
- Taktshang